# Mae Questel
Mae Questel (ur. 13 września 1908, zm. 4 stycznia 1998) – amerykańska aktorka i aktorka głosowa, która użyczała głosu takim postaciom animowanym jak Betty Boop czy Olive Oyl.
Od 1931 do 1939 roku Questel użyczała głosu Betty Boop w ponad 150 animowanych filmach krótkometrażowych. W latach trzydziestych wydała nagranie „On the Good Ship Lollipop”, które sprzedało się w ponad dwóch milionach egzemplarzy.
W 1933 roku użyczyła głosu Olive Oyl w serii o marynarzu Popeye’u. Swoją interpretację postaci oparła o aktorkę ZaSu Pitts. Po 1939 Mea przerwała granie Oliwii, by powrócić do roli w 1944 roku, po czym podkładała Oliwię do lat 60. XX w. Podłożyła też kilkakrotnie głos pod samego Popeye’a (gdyż umiała emitować także męskie wokale) i Swee’Pea ("Groszka", synka Popeye). Była także pierwszym głosem postaci Little Audrey.
W 1988 roku wystąpiła cameo w filmie Kto wrobił królika Rogera?, ponawiając swoją ikoniczną rolę jako Betty Boop. Jej ostatnim filmem była świąteczna komedia W krzywym zwierciadle: Witaj, Święty Mikołaju w 1989 roku, gdzie grała postać babci.
Zmarła z powodu komplikacji choroby Alzheimera w wieku 89 lat w Nowym Jorku.